# Lauda (rzeka)
Lauda (lit. Liaudė) – rzeka na Litwie, dopływ rzeki Niewiaża. Długość około 39,2 km, powierzchnia zlewni 183,5 km².